# Гордон-Лазарев, Элен
Элен Гордон-Лазарев (фр. Hélène Gordon-Lazareff; 21 сентября 1909 — 16 февраля 1988) — французская журналистка, основательница журнала «Elle», жена медиамагната Пьера Лазарева.

## Биография
Родилась в Ростове-на-Дону в семье табачного и издательского магната, банкира и инженера Бориса Абрамовича Гордона (1879—1952), известного мецената и любителя поэзии, который вместе с братом Ноем Абрамовичем Гордоном занимался довольно прибыльным бизнесом, — сигареты «Гордон» пользовались в России такой же популярностью, как «Мальборо» в Америке, — а в собственной типографии он печатал стихи символистов и публиковал неизданные произведения Достоевского. Позже он стал директором-распорядителем товарищества «В. Асмолов и Кo» (1912); братья также владели Донским акционерным обществом печатного и издательского дела, работали в Русско-Азиатском банке, издавали газету «Приазовский край». Мать — Голда-Лея Арьевна Гордон (в девичестве Скоморовская). Дед, Абрам Менасиевич (Моисеевич) Гордон, был купцом первой гильдии, владельцем фабрики по производству крашеной бумаги и «типографии А. М. Гордона». Во время Октябрьской революции 1917 года семья Гордон была вынуждена эмигрировать за границу. Отец Элен успел вывезти из страны свои капиталы и вложить их в европейские банки, поэтому в Париже семья не испытала бедности. Кроме того он издавал в Париже журнал «Иллюстрированная Россия» с литературными приложениями.
В детстве Элен пришлось жить в разных городах Европы, но большую часть своего времени она провела в Париже. Училась в лицее Генриха IV, позднее — в Сорбонне на факультете этнологии. Закончив обучение, основательница Elle отправилась в Африку. Свои дорожные заметки Гордон отнесла главному редактору газеты «Paris-Soir», Пьеру Лазареву. На следующий день они были включены в номера, и того же дня Лазарев предложил девушке вести детскую рубрику. В «Paris-Soir» Элен Гордон печаталась под псевдонимом Tante Juliette (в переводе с фр. — «Тетя Джульетт»).
После её бракосочетания с Пьером Лазаревым супруги бежали в Нью-Йорк, потому что во Франции началось преследование евреев. В Нью-Йорке Элен продолжала работать в сфере журналистики и сотрудничала с такими изданиями, как Harper's Bazaar и New York Times. Элен прекрасно владела английским языком, что помогло ей в работе с американскими СМИ.
В 1944 супруги возвратились во Францию. Пьер Лазарев стал генеральным директором издательства, выпускавшего «Paris-Soir». Позже этот бизнес пошёл вверх, что сделало мужа Элен первым европейским медиамагнатом.
Вернувшись в Париж, Гордон намеревалась создать собственное издание о моде. Она открыла редакцию в том же доме, где находилась «Paris-Soir», только двумя этажами выше. В первых выпусках, кроме заметок о модных трендах, публиковались рассказы писательницы Колетт, написанные по заказу редакции. Журнал печатался в США, что позволило ему иметь конкурентное преимущество — возможность размещения цветных фотоснимков, которой на то время не обладали французские издания. В первом номере Elle были советы о том, как оставаться свободной и привлекательной, несмотря на дефицит и питание по талонам, как перешивать старые платья, чтобы они были в моде, рецепты блюд. Журнал быстро приобретал популярность и стал одним из самых тиражных женских изданий о моде.
Элен Гордон умерла в 1988 году, спустя 16 лет после смерти мужа.

## Личная жизнь
Первый брак Элен был неудачным. Выйдя замуж в 19 лет за учёного и литератора Жан-Поля Раудница (1900—1998), она развелась с мужем уже через 3 года. За это время у супругов родилась дочь — Мишель. Вторым мужем Элен стал Пьер Лазарефф, сын еврейского эмигранта из России Давида Лазарева, главный редактор газеты «Paris-Soir». Они поженились в 1939 году. Сестра — Мила Ротштейн.